# Грін-Сіті (Міссурі)
Грін-Сіті (англ. Green City) — місто (англ. city) в США, в окрузі Салліван штату Міссурі. Населення — 602 особи (2020).

## Географія
Грін-Сіті розташований за координатами 40°15′53″ пн. ш. 92°57′42″ зх. д. / 40.26472° пн. ш. 92.96167° зх. д. (40.264833, -92.961534).  За даними Бюро перепису населення США в 2010 році місто мало площу 3,78 км², з яких 3,71 км² — суходіл та 0,08 км² — водойми.

## Демографія
Згідно з переписом 2010 року, у місті мешкало 657 осіб у 316 домогосподарствах у складі 181 родини. Густота населення становила 174 особи/км².  Було 357 помешкань (94/км²).
Расовий склад населення:
| - 93,3 % — білих - 0,8 % — корінних американців - 0,3 % — чорних або афроамериканців - 0,3 % — азіатів - 3,5 % — осіб інших рас |

До двох чи більше рас належало 1,8 %. Частка іспаномовних становила 6,8 % від усіх жителів.
За віковим діапазоном населення розподілялося таким чином: 20,5 % — особи молодші 18 років, 58,2 % — особи у віці 18—64 років, 21,3 % — особи у віці 65 років та старші. Медіана віку мешканця становила 45,8 року. На 100 осіб жіночої статі у місті припадало 92,7 чоловіків;  на 100 жінок у віці від 18 років та старших — 91,2 чоловіків також старших 18 років.
Середній дохід на одне домашнє господарство  становив 39 400 доларів США (медіана — 31 875), а середній дохід на одну сім'ю — 51 912 долари (медіана — 43 500). Медіана доходів становила 36 500 доларів для чоловіків та 31 522 долари для жінок. За межею бідності перебувало 17,3 % осіб, у тому числі 19,5 % дітей у віці до 18 років та 9,0 % осіб у віці 65 років та старших.
Цивільне працевлаштоване населення становило 281 осіб. Основні галузі зайнятості: виробництво — 27,8 %, освіта, охорона здоров'я та соціальна допомога — 16,4 %, роздрібна торгівля — 11,0 %, сільське господарство, лісництво, риболовля — 10,7 %.